# World Series of Poker 1972
Die World Series of Poker 1972 war die dritte Austragung der Poker-Weltmeisterschaft und fand vom 6. bis 16. Mai 1972 im Binion’s Horseshoe in Las Vegas statt.

## Turniere

### Turnierplan

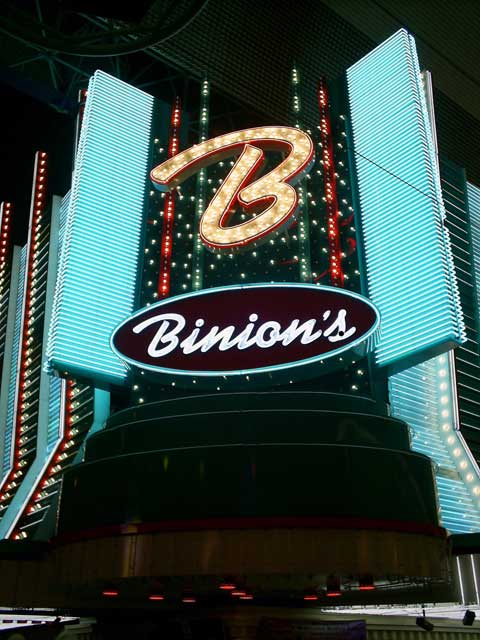
Das Binion’s Horseshoe in Las Vegas

Im Falle eines mehrfachen Braceletgewinners gibt die Zahl hinter dem Spielernamen an, das wievielte Bracelet in diesem Turnier gewonnen wurde.
| # | Buy-in (in $) | Turnier                                          | Turnierbeginn | Teilnehmer | Sieger         | Herkunft           | Preisgeld (in $) |
| - | ------------- | ------------------------------------------------ | ------------- | ---------- | -------------- | ------------------ | ---------------- |
| 1 | 10.000        | Limit Five Card Stud                             | 7. Mai 1972   | 2          | Bill Boyd (2)  | Vereinigte Staaten | 20.000           |
| 2 | 05.000        | No-Limit Hold’em Main Event – World Championship | 11. Mai 1972  | 8          | Thomas Preston | Vereinigte Staaten | 80.000           |

### Main Event

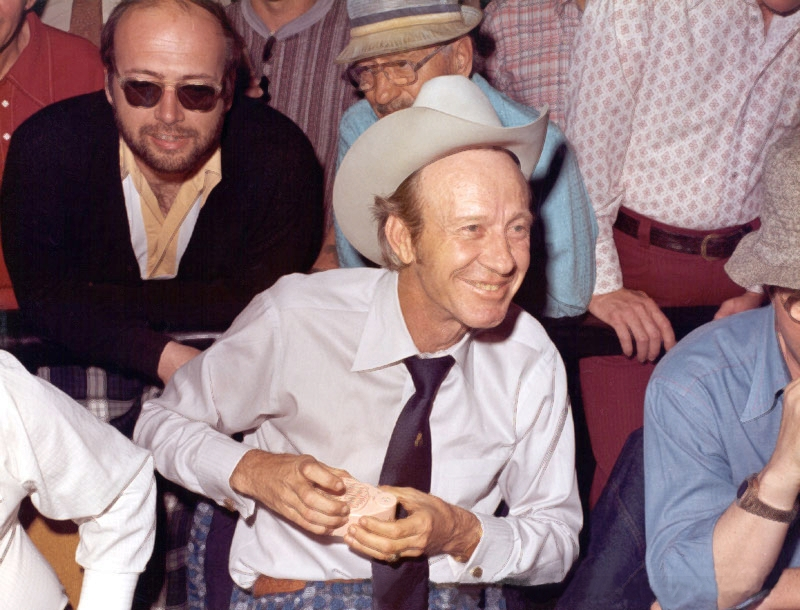
Thomas Preston (1974)

Das Hauptturnier wurde vom 11. bis 16. Mai 1972 gespielt. Acht Teilnehmer zahlten den Buy-in von 5000 US-Dollar. Zusätzlich zahlte Benny Binion für jeden Spieler 5000 Dollar Startgeld, um Werbung für sein Hotel Binion’s Horseshoe zu machen. In der finalen Hand gewann Preston mit K♥ J♦ gegen Pearson mit 6 6.
| Platz | Herkunft           | Spieler            | Preisgeld (in $) |
| ----- | ------------------ | ------------------ | ---------------- |
| 1     | Vereinigte Staaten | Thomas Preston     | 80.000           |
| 2     | Vereinigte Staaten | Walter Pearson     | –                |
| 3     | Vereinigte Staaten | Doyle Brunson      | –                |
| 4     | Vereinigte Staaten | Crandall Addington | –                |
| 5     | Vereinigte Staaten | Jack Straus        | –                |
| 6     | Vereinigte Staaten | Johnny Moss        | –                |
| 7     | Vereinigte Staaten | Roger Van Ausdall  | –                |
| 8     | Vereinigte Staaten | Jimmy Casella      | –                |